# Carina Dorneck
Carina Manuela Alexandra Dorneck (* 1987 in München) ist eine deutsche Rechtswissenschaftlerin und Hochschullehrerin an der Universität Trier.

## Leben und Wirken
Nach dem Abitur in Bad Aibling 2006 nahm Dorneck noch im selben Jahr ein Studium der Rechtswissenschaften an der Universität Augsburg auf. Nach ihrem Ersten Juristischen Staatsexamen 2010 absolvierte sie am Landgericht Augsburg ihr Rechtsreferendariat ab, das sie im April 2013 mit dem Zweiten Staatsexamen abschloss. Während ihres Referendariats war sie wissenschaftliche Hilfskraft am Augsburger Lehrstuhl von Henning Rosenau. Nach dem Zweiten Staatsexamen wurde Dorneck Geschäftsführerin des Instituts für Bio-, Gesundheits- und Medizinrecht (IBGM) der Universität Augsburg. Im Oktober 2015 folgte sie Rosenau als wissenschaftliche Mitarbeiterin an die Martin-Luther-Universität Halle-Wittenberg und widmete sich ihrer Promotion. Diese Tätigkeit unterbrach sie von April 2016 bis März 2017 für ein Interdisziplinäres Masterstudium Medizin–Ethik–Recht, das sie mit dem Erwerb des Titels Master of Medicine, Ethics and Law abschloss. Im Dezember 2017 wurde sie mit der von Henning Rosenau betreuten medizinrechtlichen Arbeit Das Recht der Fortpflanzungsmedizin de lege lata und de lege ferenda – Eine Analyse zum AME-FMedG summa cum laude von der Universität Halle-Wittenberg zur Dr. iur. promoviert. Nach weiterer Tätigkeit als wissenschaftliche Mitarbeiterin am Lehrstuhl von Rosenau habilitierte Dorneck sich in Halle mit der Schrift Nemo-tenetur und Verbandssanktionen und erhielt die venia legendi für Strafrecht, Strafprozessrecht, Medizinrecht und Wirtschaftsstrafrecht.
Es folgten zunächst Lehrstuhlvertretungen an den Universitäten Trier und Leipzig. Zum April 2024 nahm Dorneck den Ruf der Universität Trier auf den Lehrstuhl für Strafrecht und Strafprozessrecht einschließlich europäischer und internationaler Bezüge, den sie seitdem innehat, an.

## Forschung und Lehre
Dornecks Forschungsschwerpunkte liegen entsprechend der Ausrichtung ihres Lehrstuhls übergeordnet im Strafrecht und Strafprozessrecht sowie im Medizinrecht. Innerhalb des materiellen Strafrechts konzentriert sie sich insbesondere auf rechtsstaatliches Strafen und Rechtfertigungsgründe. Mit dem weiteren Forschungsgegenstand der Delikte gegen das Leben und die körperliche Unversehrtheit bewegt sie sich im Schnittgebiet zwischen Strafrecht und Medizinrecht. Dort wiederum widmet sie sich dem Arztvertrags- und Arzthaftungsrecht sowie dem Beginn und Ende des menschlichen Lebens. Im Strafprozessrecht liegt ihr Hauptaugenmerk auf dem Nemo-tenetur-Grundsatz sowie der Beweisverwertung im Allgemeinen. Auch dem Begriff der prozessualen Tat, der gerichtlichen Hinweispflicht und der Nachtragsanklage widmet sie sich.